# 電視先生選舉
電視先生選舉（英語：Mr.TV Quest），簡稱視生，是一個由亞洲電視所舉辦的活動，是香港娛樂圈首個以男性為對象的選美盛事。
继《亚洲小姐选举》的成功，亞洲電視开始了一系列新项目，其中包括《电视先生选举》。该活动在1986年至1987年舉辦，開創了電視史上男性選美活動先河。第一届冠军是孫興,而第二屆是歐陽耀麟。此活動是由亞洲電視與富才製作有限公司聯合舉辦。
兩台為了正面交鋒爭奪收視，競爭對手無綫電視於《電視先生選舉》初賽當晚舉辦《電視小姐選舉》；TVB直播《龍鳳呈祥賀台慶》（1986年11月19日）當晚，亞視則於香港體育館進行電視先生總決賽。《電視先生選舉》的舉辦，證明在紅館辦選美是可行的，也間接導致無綫電視在1991年起將香港小姐選舉決賽移師紅館舉行。
其後男性選美活動沉寂了11年，直至亞洲電視於1998年再度創辦的香港男士競選，無綫電視更於2005年才舉辦同類性質的《香港先生選舉》。